# Marjory Stoneman Douglas High School
Marjory Stoneman Douglas High School é uma escola de ensino médio localizada em Parkland, na Flórida, na Região Metropolitana do Sul da Flórida. A instituição escolar é parte das Escolas Públicas do Condado de Broward, sendo a única escola pública de ensino médio de Parkland.

## História
A escola foi intitulada de Marjory Stoneman Douglas High School após o trabalho da ambientalista Marjory Stoneman Douglas no Parque Nacional Everglades. A escola foi aberta em 1990 e a primeira graduação ocorreu no ano de 1992.

### Tiroteio
Em 14 de fevereiro de 2018, a escola foi vítima de um assassínio em massa, causando a morte de 17 pessoas e deixando cerca de 15 feridos. O atirador, portanto, foi capturado e preso.

## Desempenho
Na edição de 2009 da revista Newsweek, a escola recebeu a posição 208 dentre as melhores escolas dos Estados Unidos e a posição 38 na Flórida, sendo o maior ranking já obtido pelas escolas do Condado de Broward. A escola obteve classificação "A" pelo teste  Florida Comprehensive Assessment Test (FCAT) em relação ao desempenho acadêmico nos anos de 2011 e 2012. Marjory Stoneman Douglas High School tem uma unidade para o programa militar juvenil Junior Reserve Officers' Training Corps (JROTC).

## Demografia
Até 2016, o total de estudantes matriculados era de 3.158. Os grupos étnicos da escola são divididos em 59% brancos, 12% negros, 20% hispânicos, 7% asiáticos e 2% multirraciais.

## Alunos notáveis
- Dave Aizer, âncora do The CW e ex-apresentador do programa Slime Time Live da Nickelodeon.[6]
- Karamo Brown, apresentador do programa de televisão americano Queer Eye, personalidade de reality show, psicoterapeuta e ativista.

- Nick Bilton, jornalista e ator.[7]
- Mike Caruso, jogador da Major League Baseball.[8]
- Matt Fox, basebolista profissional do Seattle Mariners.[9]
- Shayne Gostisbehere, jogador de hóquei no gelo.[10]
- Anthony Rico, basebolista da Major League Baseball e jogador da equipe Chicago Cubs.[11]
- Cassie Scerbo, atriz, cantora e modelo.[12]
- Nicholas Thompson, golfista profissional.[13]
- Jordan Pundik, fundador da banda New Found Glory.[14]
- Steve Klein, ex-guitarrista da banda New Found Glory.[14]